# Пшезьмерово
Пшежмірово (пол. Przeźmierowo) — село в Польщі, у гміні Тарново-Подґурне Познанського повіту Великопольського воєводства.
Населення — 6282 особи (2011).

## Демографія
Демографічна структура станом на 31 березня 2011 року:
|          | Загалом | Допрацездатний вік | Працездатний вік | Постпрацездатний вік |
| -------- | ------- | ------------------ | ---------------- | -------------------- |
| Чоловіки | 3066    | 638                | 2130             | 298                  |
| Жінки    | 3216    | 605                | 2003             | 608                  |
| Разом    | 6282    | 1243               | 4133             | 906                  |

## Економіка
- ZWC "Milano", польський виробник цукерок для торгівельних мереж Польщі.[3]